# Дзевентлиці
Дзевентлиці (пол. Dziewiętlice, нім. Heinersdorf) — село в Польщі, у гміні Пачкув Ниського повіту Опольського воєводства.
Населення — 538 осіб (2011).

## Демографія
Демографічна структура станом на 31 березня 2011 року:
|          | Загалом | Допрацездатний вік | Працездатний вік | Постпрацездатний вік |
| -------- | ------- | ------------------ | ---------------- | -------------------- |
| Чоловіки | 267     | 63                 | 189              | 15                   |
| Жінки    | 271     | 53                 | 158              | 60                   |
| Разом    | 538     | 116                | 347              | 75                   |